# Флатбрьо

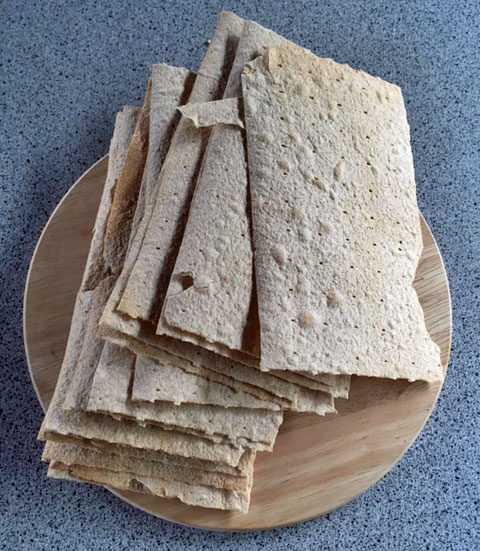
Хлібці-флатбрьо

Флатбрьо (норв. flatbrød, досл. «плоский хліб») — традиційний норвезький прісний хліб, який зазвичай споживають з рибою, солоним м'ясом та супами. Спочатку це була основна їжа норвезьких пастухів, селян та вікінгів.
Основними інгредієнтами є ячмінне борошно, сіль та вода, хоча існує багато різновидів.
Це колись була звичайна їжа під час усіх страв, найчастіше використовувалися з оселедцем та холодною вареною картоплею, часто разом зі сметаною та маслом. Чим тонше хлібець-флатбрьо, тим краще. Він прокатується, а потім готується на великій пательні. Традиція виготовлення плоского хліба використовувалася цілими поколіннями домогосподарками, і кожна людина мала свій власний рецепт для його підготовки. Це сьогодні як і раніше важлива частина норвезьких харчових традицій, але зараз вона практично виготовляється лише на комерційній основі. Плаский хліб дуже сухий, тому його можна зберігати протягом тривалого періоду.
Сьогодні флатбрьо залишається важливою частиною норвезьких кулінарних традицій, хоча його виробництво переважно здійснюється на комерційній основі. 
1. ↑  Reconnect with Your Norwegian Heritage: How to Make Authentic Flatbrød (Flatbread) at Home. Norsland Lefse (англ.). Процитовано 31 грудня 2024.
2. ↑  НОРВЕГІЯ ОЧИМА УКРАЇНКИ. facebook.com.